# Sap
Sap (англ. Сік рослин) — мініальбом американського рок-гурту Alice in Chains, що вийшов у 1992 році.
До платівки увійшов матеріал, що залишився після демосесій, організованих режисером Кемероном Кроу для запису саундтреку до фільму «Одинаки». Пісні не відповідали хард-роковій стилістиці Alice in Chains, представленій на дебютному альбомі Facelift (1990), але гурт вирішив їх зберегти та видати мініпластинку власними силами. У записі взяли участь сіетлські музиканти Енн Вілсон, Кріс Корнелл та Марк Арм. Sap вийшов у період розквіту популярності гранджу і попри відсутність активної рекламної кампанії до 1994 року отримав статус «золотого» за версією Американської асоціації звукозаписних компаній. Альбом став несподіванкою для слухачів, які не очікували від хеві-металевого колективу проникливих акустичних балад. Згодом Sap було визнано важливою віхою у розвитку гурту, без якої був би неможливий наступний повноформатний альбом Dirt (1992), який вважається найвищим досягненням Alice in Chains.
Другий виток популярності Sap настав у 1995 році, коли композиція «Got Me Wrong» прозвучала в комедії Кевіна Сміта «Клерки». Альбом був перевиданий, а пісня піднялася на сьоме місце у хіт-параді рок-пісень США.

## Саундтрек для «Одинаків»
На відміну від першої платівки гурту Facelift, яка з'явилась після підписання контракту зі звукозаписною компанією Columbia Records, наступний мініальбом з'явився насамперед завдяки американському кінорежисеру та сценаристу Кемерону Кроу. Кроу з дитинства любив музику і вже в 15 років став музичним критиком, влаштувавшись на роботу в журнал Rolling Stone. В 1982 він написав сценарій до фільму «Швидкі зміни в школі Ріджмонт-Хай», заснованому на книзі Кроу, що вийшла роком раніше. Молодіжна комедія про життя старшокласників Лос-Анджелеса стала поштовхом до розвитку кар'єри Фореста Уітакера, Шона Пенна та Дженніфер Джейсон Лі. У 1989 році Кроу вперше опинився у режисерському кріслі, а знята ним романтична комедія «Скажи хоч щось» була визнана одним із найкращих фільмів року.
Після успіху свого дебютного фільму Кроу почав працювати над сценарієм наступної картини. Режисер непогано знав сіетлську музичну сцену, не тільки тому, що працював музичним оглядачем; під час фільмування «Швидких змін» у 1982 році він познайомився з гітаристкою гурту Heart Ненсі Вілсон і в 1986 році вони одружилися. Коли в березні 1990 року від передозування наркотиків помер фронтмен місцевого гурту Mother Love Bone Ендрю Вуд, це не залишилося поза увагою Кроу. Він був вражений згуртуванням гранджової сцени й вирішив зробити її тлом для свого нового фільму. Одним із головних персонажів став місцевий музикант вигаданого рок-гурту Citizen Dick (англ. Громадянин Член). Для музичного супроводу був потрібний відповідний саундтрек, тому Кроу звернувся до місцевих виконавців із проханням записати кілька пісень і знятися в ролях-камео. Одними із претендентів на участь у фільмі стали й Alice in Chains, які нещодавно випустили свій перший альбом Facelift і перебували в концертному турі на його підтримку. «Кемеронові була потрібна пісня, і ми домовилися, що він дасть нам грошей для запису десяти пісень. Ми спеціально роздмухали бюджет. Саме так з'явилася пісня „Would?“, але ми також записали ще купу всякого лайна» — згадував гітарист Джеррі Кантрелл. 17 квітня 1991 року — невдовзі після закінчення європейського турне з Megadeth — було знято сцени за участю музикантів: вони виконали пісню «Would?», відібрану Кемероном Кроу для фільму. Вже в травні 1991 року Alice in Chains повернулися до концертів, приєднавшись до гуртів «Великої четвірки» треш-металу в турі «Битва титанів» по США. Прем'єра романтичної комедії Кроу «Одинаки» відбулася 10 вересня 1992 року в лос-анджелеському готелі Park Plaza Hotel; на презентації виступили гурти Alice in Chains і Pearl Jam, що знялися у фільмі в ролі самих себе.

## Запис залишків матеріалу
Після закінчення півторарічного концертного туру гурт задумався про те, що робити з матеріалом, що залишився після демосесій для «Одинаків». Акустичні композиції подобалися музикантам, але не відповідали стилю гурту. Гурт опинився в тупиковій ситуації: ці пісні не хотілося втрачати зовсім, однак і до наступного альбому вони навряд чи потрапили б. Ідея з випуском мініальбому та його назва прийшли до Шона Кінні несподіваним чином — уві сні. Барабанщику наснилося, що Alice in Chains дають пресконференцію з нагоди виходу мініальбому: «Вони [пісні] були м'якшими від іншого нашого матеріалу, тому уві сні запис отримав назву Sap (англ. Сік рослин), оскільки він був дуже соковитим». Музиканти надихнулися ідеєю і вирішили самостійно спродюсувати та випустити EP.
Скориставшись паузою у своєму щільному гастрольному графіку, Alice in Chains зарезервували добре знайому сіетлську студію London Bridge на півтора тижня у листопаді 1991 року. Звукорежисером і співпродюсером альбому став власник студії Рік Парашар, якому допомагали звукоінженери Дейв Хілліс і Джонатан Плам. Запис пройшов дуже гладко і зайняв п'ять днів. Три пісні з чотирьох були готові ще з часів демосесії для «Одинаків», тому залишалося лише повторно звести їх. Треба зазначити, що Майк Старр наполіг на перезаписі однієї з басових партій, виконаних раніше Джеррі Кантреллом, бо боявся, що його мама почує пісню і скаже: «Це ж не ти граєш!». Рік Парашар підтримував у студії залізну дисципліну, тому музиканти були зосереджені на записі та не дозволяли собі влаштовувати вечірки. Про наркотики також не могло бути й мови, тому що власник студії був їх затятим противником. Проте Дейв Хілліс, який знав Лейна Стейлі з часів репетицій у клубі Music Bank, звернув увагу на зміни в поведінці старого знайомого: той був більш відстороненим й спокійним, рідше з'являвся в студії та іноді замикався у ванній кімнаті довше, ніж звичайно. Хоча швидше за все до цього часу Стейлі вже захоплювався героїном, навколишні могли лише здогадуватися.

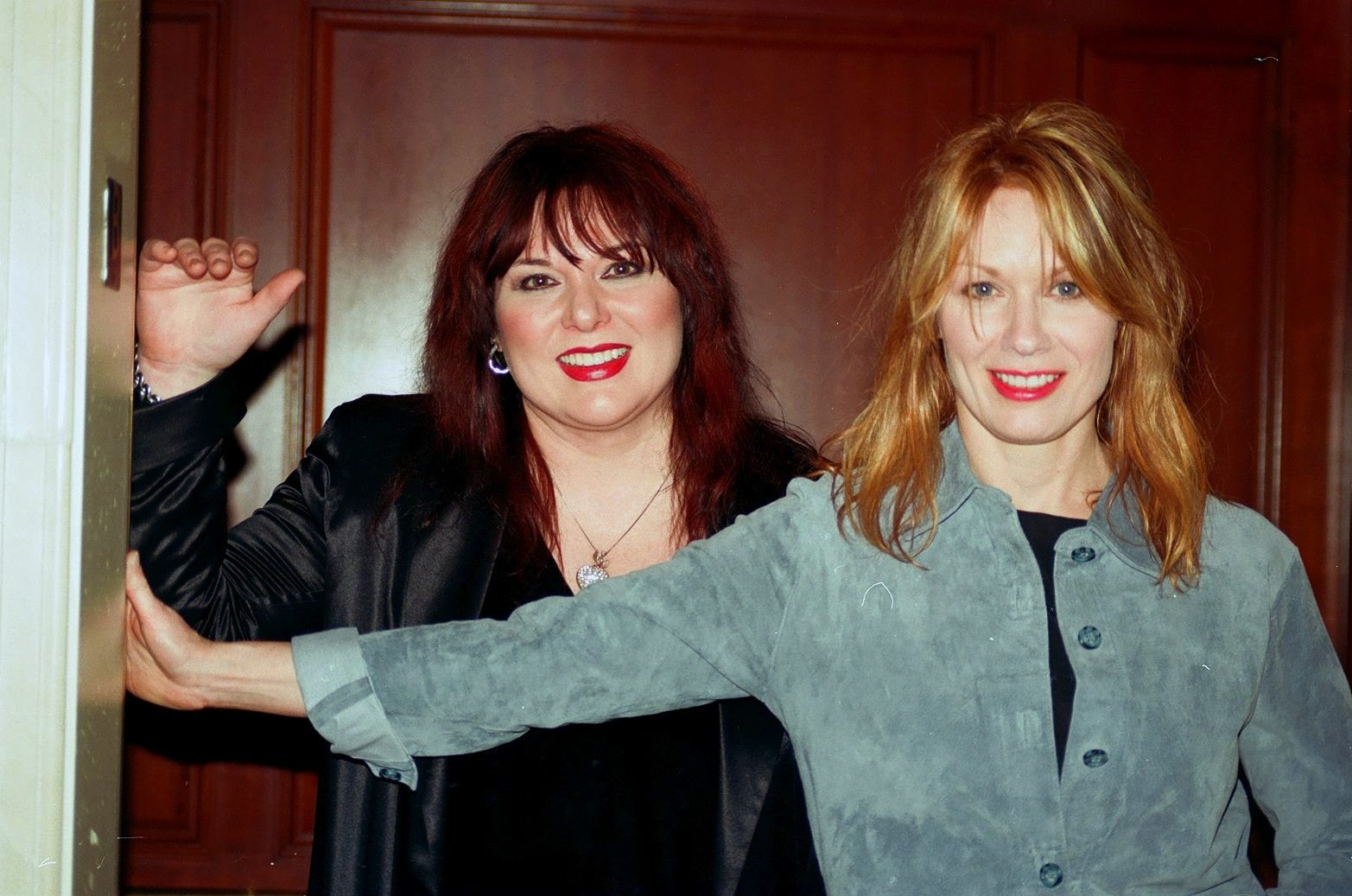
Енн Вілсон з Heart виконала партії бек-вокалу в піснях «Brother» і «Am I Inside», а її сестра Ненсі позичила Джеррі Кантреллу кілька акустичних гітар для запису альбому.

Коли запис пісень був практично закінчений, Джеррі Кантреллу спало на думку запросити в студію знайомих сіетлських рокерів, щоб ті теж відзначилися на альбомі. Гурт високо цінував творчість Heart і Soundgarden, тому гітарист зателефонував Енн Вілсон та Крісу Корнеллу, а також Марку Арму з Mudhoney, і запропонував взяти участь у записі. На диво, всі троє погодилися і вже за годину були у студії. Енн Вілсон виконала бек-вокальну партію в піснях «Brother» і «Am I Inside». Коли вона працювала над піснею, Шон Кінні наважився попросити вокалістку додати до кінця пісні фразу «У-у-у, Барракуда» з однойменного хіту Heart. Вілсон спокійно зняла навушники, підсіла до Кінні та сказала: «Слухай, коли через десять років тобі набридне грати „Man in the Box“, найменше ти будеш радий проханню заспівати „Man in the Box“ наприкінці чиєїсь чужої композиції», після чого Кінні більше не ставив подібних питань. Фронтмени Soundgarden, Mudhoney та Alice in Chains виконали пісню «Right Turn». Особливо здивувався запрошенню Марк Арм, тому що не вважав себе сильним вокалістом і з усього гурту був знайомий хіба що з Лейном Стейлі. На тлі Корнелла і Стейлі Арм відчутно нервував, але зміг упоратися із завданням. «У мене мурашки по тілу від голосу Марка на „Right Turn“. Нагадує голос смерті» — згадував Кантрелл. З Корнеллом все вийшло навпаки: на відміну від невпевненого Арма, лідер Soundgarden мав намір співати в властивому йому енергійному стилі, так що звукорежисерам довелося попрацювати, щоб досягти більш спокійного і проникливого виконання.
Насамкінець, учасники Alice in Chains дозволили собі трохи «похуліганити». В один із днів замість запису гурт цілий день розважався і врешті-решт зіграв одну нову «пісню». Лейн Стейлі вмостився за ударну установку, Джеррі Кантрелл і Майк Старр обмінялися гітарами, а Шон Кінні сів за фортепіано і заспівав пісню, яку вирішили назвати «Love Song» (англ. Пісня про кохання). Джонатан Плам, який витратив цілий вечір напередодні та весь ранок на налаштування мікрофонів для барабанної установки, був відверто роздратований: «Це було безглуздо… Я маю на увазі, що вони просто розважалися, а мені було шкода витраченого часу та зусиль на те, щоб барабани звучали ідеально. А вони написали цю ідіотську пісню. Це був просто жарт. Їм не було чим зайнятися. Не знаю, навіщо вони це зробили — просто зробили й все». Джеррі Кантрелл згадував, що ідея п'ятої пісні належала Шону Кінні: «Загалом підсвідомість Шона зіграла велику роль у цьому проєкті».

## Випуск мініальбому та перевидання у вигляді збірки

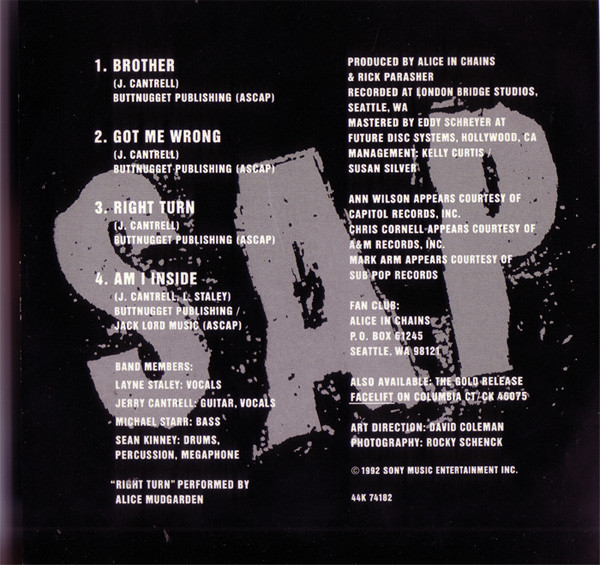
У вихідних даних Sap було вказано лише чотири пісні, а композиція «Love Song» була прихованим треком. Виконавцем пісні «Right Turn» значився вигаданий гурт Alice Mudgarden, утворений словосполученням назв Alice in Chains, Mudhoney і Soundgarden.

Назва альбому Sap, що приснилася Шону Кінні, залишилася без змін. Барабанщик також підказав ідею фотографії для обкладинки. 22 грудня 1991 року фотограф Ронні Шенк, який працював з Alice in Chains раніше, вирушив до лос-анджелеського Парк Гріффіта і зробив серію фотографій зі старими дерев'яними відрами та кранами, прикріпленими до дерев. Хоча самому Шенку більше подобався кадр із чотирма відрами, що символізують членів гурту, в результаті для обкладинки вибрали фотографію з одним відром. 3 січня 1992 року у Сіетлі відбулася ще одна фотосесія з музикантами. Для задньої обкладинки платівки було обрано кадр, у якому учасники Alice in Chains мочаться на власні фотографії, раніше зняті Шенком.
Платівка Sap вийшла 4 лютого 1992 року. У той час на вершині чарту Billboard 200 знаходився альбом Nevermind «Нірвани» та грандж, як і вся сіетлська музична сцена, переживав шалений зріст популярності. Музиканти побоювалися, що шанувальники можуть погано сприйняти кардинальну зміну стилю, тому випустили альбом без звичайної підтримки та рекламної кампанії. Аж до виходу фільму «Клерки», в якому прозвучала композиція «Got Me Wrong», лише деякі фанати Alice in Chains знали про існування цього альбому. Джеррі Кантрелл згадував: «Багато людей не знали про платівку досить довго, і ми зробили це навмисно. Ми не хотіли реклами чи просування, а просто відправили диск у магазини, щоб подивитися, чи його взагалі хтось купить. Таким чином, люди дізналися б про платівку по сарафанному радіо і ми б уникнули купи людей, які спантеличено чухають потилицю і кажуть „Чувак, та вони здулися“». Жодна з пісень не була випущена самостійним синглом, але «Brother» і «Right Turn» з'явилися на стороні Б синглів на підтримку другого альбому Alice in Chains Dirt. Попри відсутність відеокліпів та концертного турне, до січня 1994 року було продано понад 500 000 екземплярів платівки й вона набула «золотого» статусу RIAA.
Коли в 1994 Alice in Chains повторили акустичний експеримент і випустили мініальбом Jar of Flies, разом з ним було видано збірку Jar of Flies / Sap, що містила повний список композицій з обох EP. Друга хвиля інтересу до платівки була після виходу фільму «Клерки» (1994), в якому прозвучала композиція «Got Me Wrong». Пісня стала справжнім хітом і вийшла окремим синглом, а з нею було перевидано весь альбом Sap. Сингл «Got Me Wrong» досяг сьомого місця в чарті Hot Mainstream Rock Tracks і двадцять другого місця в чарті Alternative Songs. У 1996 році пісні «Got Me Wrong» і «Brother» прозвучали на акустичному концерті для MTV, першому виступі гурту після майже трирічної перерви, аудіо- і відеозапис якого були випущені на компакт-дисках і DVD MTV Unplugged.

## Акустичний характер платівки
Як і у випадку з дебютним альбомом, автором більшості пісень із Sap був гітарист Джеррі Кантрелл. Він написав музику до чотирьох композицій і став автором текстів у трьох із них. Звукоінженер Джонатан Плам назвав роботу в студії «шоу одного актора»: «Схоже, Джеррі робив все [у цьому гурті]… Джеррі був дуже зосереджений. Наскільки я міг судити, він був творчою силою гурту та був у постійній напрузі. Він не з тих, хто любить побалакати та запитати „Як справи?“, так що я його навіть трохи побоювався». Як зазначили в журналі Guitar World, «після вигнання своїх демонів Kiss та AC/DC на Facelift …, на акустичному мініальбомі Кантрелл оголив загадкову та примхливу сутність своєї гітарної душі». Попри відсутність якихось нових технічних засобів, з погляду мелодики, гармоній та загальної концепції платівка стала для гітариста помітним кроком уперед. На відміну від дебютного альбому, насиченого «металічними» бойовиками, такими як «Man in the Box» та «It Ain't Like That», Sap представив слухачам більш душевну, акустичну складову творчості гурту. Alice in Chains хотіли довести, що здатні виконувати не лише хеві-метал, а й музику в інших стилях. Для ритмічних партій використовувалися класична шестиструнна гітара та акустична гітара Ovation, які позичила Ненсі Вілсон із Heart. Кантрелл розумів, що написані композиції не були призначені для рядових концертів Alice in Chains, оскільки надто відрізнялися від решти творчості гурту, але сподівався, що вони могли б стати частиною їх акустичних виступів.
1. Платівку відкривала пісня «Brother», яку Джеррі Кантрелл присвятив своєму молодшому братові Девіду. Після розлучення батьків брати жили окремо і рідко бачилися. Цією піснею Кантрелл намагався налагодити стосунки з родичами. Пісня починається з напруженого вступу, продовжується в розслабленому темпі з заспокійливим вокалом Кантрелла у супроводі акустичної гітари та перкусії, але перед останнім куплетом досягає кульмінації у вигляді гітарного соло. У журналі Kerrang! її назвали «сюрреалістичним гімном з невловними східними мотивами та повітряним акустичним рифом».
2. Другою композицією стала «Got Me Wrong», також написана Кантреллом. У ній співається про дівчину, з якою гітарист недовго зустрічався в період розлучення зі своїм «справжнім коханням», і про те, як часто доводиться пояснювати, що ти насправді не хочеш продовжувати стосунки, бо тебе неправильно зрозуміли. На тлі енергійних акустичних рифів, короткого гітарного соло і ритмічної барабанної партії, голос Стейлі в куплеті звучить спокійніше, ніж звичайно; у приспіві до нього приєднується Кантрелл, утворюючи характерні для гурту гармонії. На думку Неда Реггета з AllMusic, «Got Me Wrong» продемонструвала, що Alice in Chains можуть залишатися ефективними й на малій гучності.
3. Наступною піснею стала «Right Turn», плід співпраці музикантів Alice in Chains, Soundgarden і Mudhoney. У журналі Rock Beat «Right Turn» назвали кращою композицією альбому, відзначивши потужний текст, поєднання низького голосу Стейлі та «могутніх інструментальних завивань» Корнелла. Дон Кайє з Kerrang! назвав вокал Корнелла «потужним кофеїновим струсом на тлі пригніченого настрою платівки», а саму появу лідера Soundgarden разом із вкрапленнями електрогітари — «єдиною прив'язкою до типового для Сіетла брудного рок-звучання».
4. Нарешті, останньою у списку стала пісня «Am I Inside», текст якої написав Лейн Стейлі, співаючи її в парі з Енн Вілсон. У Rock Beat відзначили вплив фолкрокового дуету Simon & Garfunkel, назвавши композицію «психоделічною подорожжю у супроводі фортепіано, гітар, бонго та важких текстів». «Чорнота — це все, що я відчуваю. Ось як це, бути вільним» — співав Стейлі. Оглядач Kerrang! виділив «піаніно, що запам'ятовується, і сумний вокал, які підіймають урочисту пісню до рівня темної, кристальної краси».
Альбом закінчується на мажорній ноті — прихованим треком, де музики жартома обмінялися інструментами, давши можливість Шону Кінні приміряти роль вокаліста. Музичні оглядачі віднеслися до треку відповідним чином, назвавши його «старим добрим студійним жартом», «артистичною катастрофою» і навіть «легковажною витівкою».

## Критичні відгуки та місце у дискографії гурту
Попри успіх дебютного альбому гурту та зріст популярності гранджу, відразу після виходу Sap хоч і не пройшов зовсім непоміченим, але зацікавив лише декількох музичних критиків. Дон Кайє з журналу Kerrang! поставив платівці оцінку «KKK» (три з п'яти). Sap здався надто несподіваним відгалуженням від металевого коріння гурту, так що Кайє припустив, що це всього лише «перепочинок між дебютними зусиллями та неминучим галасом, який оточуватиме другий альбом гурту». Оглядач вважав платівку цікавим експериментом, який дозволив музикантам продемонструвати несподівані грані свого таланту, але таким, що цікавить головним чином затятих шанувальників гурту, а не рядових слухачів, що асоціюють Alice in Chains з піснею «Man in the Box». «Що, якщо взагалі щось, означає ексцентричність цього мініальбому для наступного альбому гурту — залишається лише здогадуватися», — резюмував Кайє. К. Естлунд із журналу Rock Beat назвав EP «настільки ж добрим, якщо не кращим, ніж дебютна робота». Він також відзначив несподіваний акустичний формат та назвав альбом обов'язковим для прослуховування для будь-якого поціновувача музики.

У пізніших критичних оглядах Sap розглядався як проміжний етап на шляху від першого альбому Facelift до другого лонгплею Dirt, що вважається вершиною творчості гурту. Стів Хьюї з AllMusic оцінив його на чотири зірки з п'яти, назвавши «одкровенням, яке виглядає створеним нашвидкуруч». На думку Хьюї, мініальбом оголив мелодійні таланти та більш ліричну складову гурту, про існування яких раніше ніхто не здогадувався, але всю «магію» альбому перекреслив недоречний бонус-трек. «Sap послужив попередженням про те, що Alice in Chains набагато глибше, ніж могло здатися на дебютному альбомі, і натякнув на потенціал, який буде реалізований на Dirt» — підсумував оглядач. У журналі Metal Hammer Sap привласнили позначку «вайлд-кард», зазначивши, що мало хто з гуртів і звукозаписних компаній зважився б на випуск акустичних балад слідом за успішною металевою платівкою. Мініальбом назвали «сміливим, але гідним кроком, який показав, як сильно Alice in Chains змужніли за короткий проміжок часу».

## Список композицій
| #     | Назва          | Автор слів | Автор музики | Переклад                     | Тривалість |
| ----- | -------------- | ---------- | ------------ | ---------------------------- | ---------- |
| 1.    | «Brother»      | Кантрелл   | Кантрелл     | «Брат»                       | 4:27       |
| 2.    | «Got Me Wrong» | Кантрелл   | Кантрелл     | «Неправильно мене зрозуміла» | 4:12       |
| 3.    | «Right Turn»   | Кантрелл   | Кантрелл     | «Поворот праворуч»           | 3:17       |
| 4.    | «Am I Inside»  | Стейлі     | Кантрелл     | «Чи я всередині?»            | 5:09       |
| 5.    | «Love Song»    | Кінні      | Кінні        | «Пісня про кохання»          | 3:44       |
| 20:49 |                |            |              |                              |            |

## Учасники запису
| Alice in Chains - Лейн Стейлі — вокал, барабани («Love Song») - Джеррі Кантрелл — гітара, вокал, бас-гітара («Love Song») - Майк Старр — бас-гітара, гітара («Love Song») - Шон Кінні — барабани, перкусія, піаніно та вокал («Love Song») | Запрошені музиканти - Енн Уілсон — вокал («Brother» та «Am I Inside») - Марк Арм — вокал («Right Turn») - Кріс Корнелл — вокал («Right Turn») | Технічні працівники - Рік Парашар — продюсер - Едді Шрейер — мастерінг - Девід Коулман — артдиректор - Роккі Шенк — фотограф |